# Слияние CBS и Viacom 2019 год
Слияние CBS и Viacom в 2019 году было объявлено 13 августа 2019 года и завершено 4 декабря 2019 года. Слияние воссоединило CBS и Viacom в единую компанию, известную как ViacomCBS, после их разделения в январе 2006 года.

## Предыстория
Первое воплощение Viacom было создано в 1952 году как подразделение синдикации телевидения CBS; оно было выделено в 1971 году. В 1999 году Viacom приобрела свою бывшую материнскую компанию, которая тогда называлась CBS Corporation (ранее Westinghouse Electric). В январе 2006 года первый Viacom был разделен на две компании, CBS Corporation и второе воплощение Viacom .

## История

### Сентябрь 2016 — август 2019
29 сентября 2016 года National Amusements направила письмо Viacom и CBS, призывая обе компании объединиться в одну компанию. Но 12 декабря сделка была отменена.
12 января 2018 года CNBC сообщила, что Viacom возобновил переговоры о слиянии с CBS Corporation после того, как были объявлены план слияния AT&T и Time Warner; и информация о приобретении большинства активов 21st Century Fox медиаконгломератом Disney. Viacom и CBS также столкнулись с серьезной конкуренцией со стороны таких компаний, как Netflix и Amazon. Вскоре стало известно, что объединенная компания может стать претендентом на приобретение киностудии Lionsgate. Viacom и Lionsgate были заинтересованы в приобретении The Weinstein Company . После эффекта Вайнштейна Viacom был включен в число 22 потенциальных покупателей, которые были заинтересованы в приобретении TWC. Они проиграли заявку, и 1 марта было объявлено, что Мария Контрерас-Свит приобретет все активы TWC за 500 миллионов долларов.
30 марта CBS сделала предложение немного ниже рыночной стоимости Viacom, настаивая на том, что ее нынешнее руководство, в том числе давний председатель и генеральный директор Лесли Мунвес, контролируют объединенную компанию. Viacom отклонил предложение как слишком низкое, попросив увеличить его на 2,8 млрд $ и сохранить Боба Бакиша на посту президента и главного операционного директора при Мунвесе. Эти конфликты стали результатом того, что Шэри Редстоун стремилась усилить контроль над CBS и ее руководством.
В конце концов, 14 мая CBS подала в суд на свою и Viacom материнскую компанию, то есть на компанию-учредителя National Amusements и обвинила Самнера Редстоуна в злоупотреблении своим правом голоса в компании и в принудительном слиянии, которое не было поддержано ни CBS, ни Viacom . CBS также обвинила Редстоуна в том, что он препятствует приобретению Verizon Communications, что могло бы принести пользу ее акционерам.
23 мая Лесли Мунвес заявил, что считает каналы Viacom «нахлебником» (употреблена английская идиома to be an «albatross»), и, хотя он предпочитает больше контента для CBS All Access, он считает, что для CBS существуют более выгодные предложения, чем для Viacom, например Metro-Goldwyn-Mayer, Lionsgate или Sony Pictures . Мунвес также посчитал, что Роберт Бакиш представляет угрозу, так как он не хотел, чтобы союзник Редстоуна был членом совета директоров объединенной компании.
9 сентября 2018 года Лесли Мунвес покинул CBS после многочисленных обвинений в сексуальном насилии. National Amusements согласились не выдвигать никаких предложений о слиянии CBS-Viacom в течение как минимум двух лет после даты урегулирования.
30 мая 2019 года CNBC сообщила, что CBS Corporation и Viacom обсудят слияния в середине июня. Совет директоров CBS был обновлен; повторное слияние стало возможным благодаря отставке Мунвеса, который выступил против всех попыток слияния. Переговоры начались после того, как CBS приобрела Starz у Lionsgate. В доступных отчетах говорилось, что CBS и Viacom анонсировали 8 августа как неофициальный крайний срок для достижения соглашения о воссоединении двух медиа-компаний. CBS объявила о приобретении Viacom в рамках сделки по слиянию до 15,4 млрд долларов.
2 августа стало известно, что CBS и Viacom договорились объединиться в одну организацию. Обе компании пришли к соглашению о команде по слиянию с Бобом Бакишем в качестве генерального директора объединенной компании с президентом и исполняющим обязанности генерального директора CBS Джозефом Янниелло, который контролировал активы под брендом CBS. 7 августа CBS и Viacom отдельно отчитались о своей квартальной прибыли, поскольку переговоры о повторном слиянии продолжались.
13 августа 2019 года CBS и Viacom официально объявили о своем слиянии; объединенная компания будет называться ViacomCBS. Шэри Редстоун станет председателем новой компании.

### Август 2019 — декабрь 2019
После соглашения о слиянии, Viacom и CBS совместно объявили, что сделка, как ожидается, будет завершена к концу 2019 года в ожидании одобрения регулирующих органов и акционеров. Слияние должно быть одобрено Федеральной торговой комиссией .
28 октября слияние было одобрено материнской компанией National Amusements, которая затем объявили о закрытии сделки в начале декабря; объединенная компания будет торговать своими акциями на NASDAQ под символами «VIAC» и «VIACA» после того, как CBS Corporation исключит свои акции с Нью-Йоркской фондовой биржи .
25 ноября Viacom и CBS объявили, что слияние завершится 4 декабря, а 5 декабря уже начались торги NASDAQ. Слияние официально закрыто 4 декабря 2019 года.

## Аналогичные слияния
- Приобретение NBC Universal компанией Comcast, объединение средств массовой информации аналогичного, но полностью вертикального масштаба.
- Приобретение 21th Century Fox компанией Disney.